# Uchū Keiji Shaider
Uchū Keiji Shaider (宇宙刑事シャイダー Uchū Keiji Shaida?) (traducido como Comisario Espacial Shaider), es la tercera temporada de la saga Metal Hero y la última de la trilogía Uchū Keiji. Lucha contra la Organización Mágica Fūma, que tiene planes malévolos con el fin de causar caos en la Tierra y en la galaxia.  
La serie fue transmitida originalmente en Japón entre 1984 y 1985, y ganó popularidad por su mezcla de ciencia ficción, acción y elementos sobrenaturales. Uchū Keiji Shaider destaca por su protagonista Dai Sawamura, un arqueólogo convertido en comisario espacial, cuya misión es proteger la paz en el universo utilizando tecnología avanzada y habilidades de combate excepcionales. 

## Actores
- Hiroshi Tsuburaya - Dai Sawamura / Shaider
- Naomi Morinaga - Annie
- Toshiaki Nishiwaza - Comandante Kom
- Wakiko Kano - Mimi
- Kyoko Nashiro - Marin
- Masayuki Suzuki - Kojiro
- Atsushi Yoshida - Sacerdotisa Pau
- Kazuhiko Kubo - Comandante Hesler
- Shozo Izuka - Kubilai (voz)
- Keiko Nawa - Girl 1
- Aya Kano (eps 1-15) / Ooshi mayo (eps 16-35) / Yumiko Yashima (eps 36-48) - Girl 2
- Yoshimi Kawashima - Girl 3
- Noriko Kojima - Girl 4
- Naoi Rina - Girl 5